# Bilantova Lhota (tvrz)
Bilantova Lhota je zaniklá tvrz mezi vesnicemi Dobrovítova Lhota a Bilantova Lhota u Trpišovic v okrese Havlíčkův Brod v Kraji Vysočina. Dochované tvrziště se nachází v katastrálním území Dobrovítova Lhota na ostrohu nad řekou Sázavou, asi 300 metrů východně od vesnice.

## Historie
O tvrzi se nedochovaly žádné písemné zprávy, ale podle archeologického výzkumu vznikla v polovině třináctého století a brzy zanikla požárem. Patří tedy k nejstarší skupině českých tvrzí. Podle Augusta Sedláčka se ve čtrnáctém století jmenovala Mrázova Lhota. Tu v roce 1391 vlastnil vladyka Jan, po němž ji zdědili synové Ratmír a Albert. Osídlení místa ve čtrnáctém století není jisté, ale je možné, že tvrz byla po požáru obnovena a znovu osídlena.

## Archeologie
Kromě běžné keramiky a stavebních prvků (hřeby, petlice, mazanice apod.) z tvrziště pochází několik méně častých nálezů. Patří k nim mísa z měděného plechu, zdobená ornamentálními rytinami na středu dna. Hlavním motivem rytin je čtyřlist, obklopený soustřednými pásy drobných rýh, charakteristický pro tzv. hansovní mísy románského slohu. Z vnitřního vybavení tvrze byly nalezeny části kování malé truhly. Některé jsou zakončeny tvarem tehdy módních lilií. Součástí truhličky býval celokovový zámek. Z jejího obsahu zůstal jen olověný slitek žárem roztaveného předmětu. K dalším nálezům z tvrziště patří lžícovitý nebozez, keramický přeslen nebo fragmenty železného struhadla.

## Stavební podoba
Tvrz stála na žulovém skalním ostrohu nad levým břehem Sázavy. Přístupnou západní stranu chránila dvojice příkopů. Vnější příkop je hluboký asi tři metry a severně od jádra tvrze obepíná svažité předhradí. Dochovaná hloubka vnitřního příkopu dosahuje šesti metrů. Jádro má průměr dvacet metrů a v jeho čele stávala excentricky umístěná obytná budova. Postavena byla ze dřeva krytého hliněnou omítkou. Podlahu tvořila vrstva jílu.